# Thaumatographe variegata
Thaumatographe variegata là một loài bướm đêm trong họ Geometridae.